# Sven Nykvist
Pour les articles homonymes, voir Sven.
Sven Nykvist, né le 3 décembre 1922 à Moheda en Suède et mort le 20 septembre 2006 à Stockholm, est un directeur de la photographie et réalisateur suédois.
Il a signé la photographie de la plupart des films d'Ingmar Bergman depuis La Nuit des forains en 1953 : Persona, Cris et Chuchotements, Scènes de la vie conjugale, Fanny et Alexandre, etc. Il a obtenu deux fois l'Oscar de la meilleure photographie : pour Cris et Chuchotements en 1973 et Fanny et Alexandre en 1984.

## Filmographie sélective

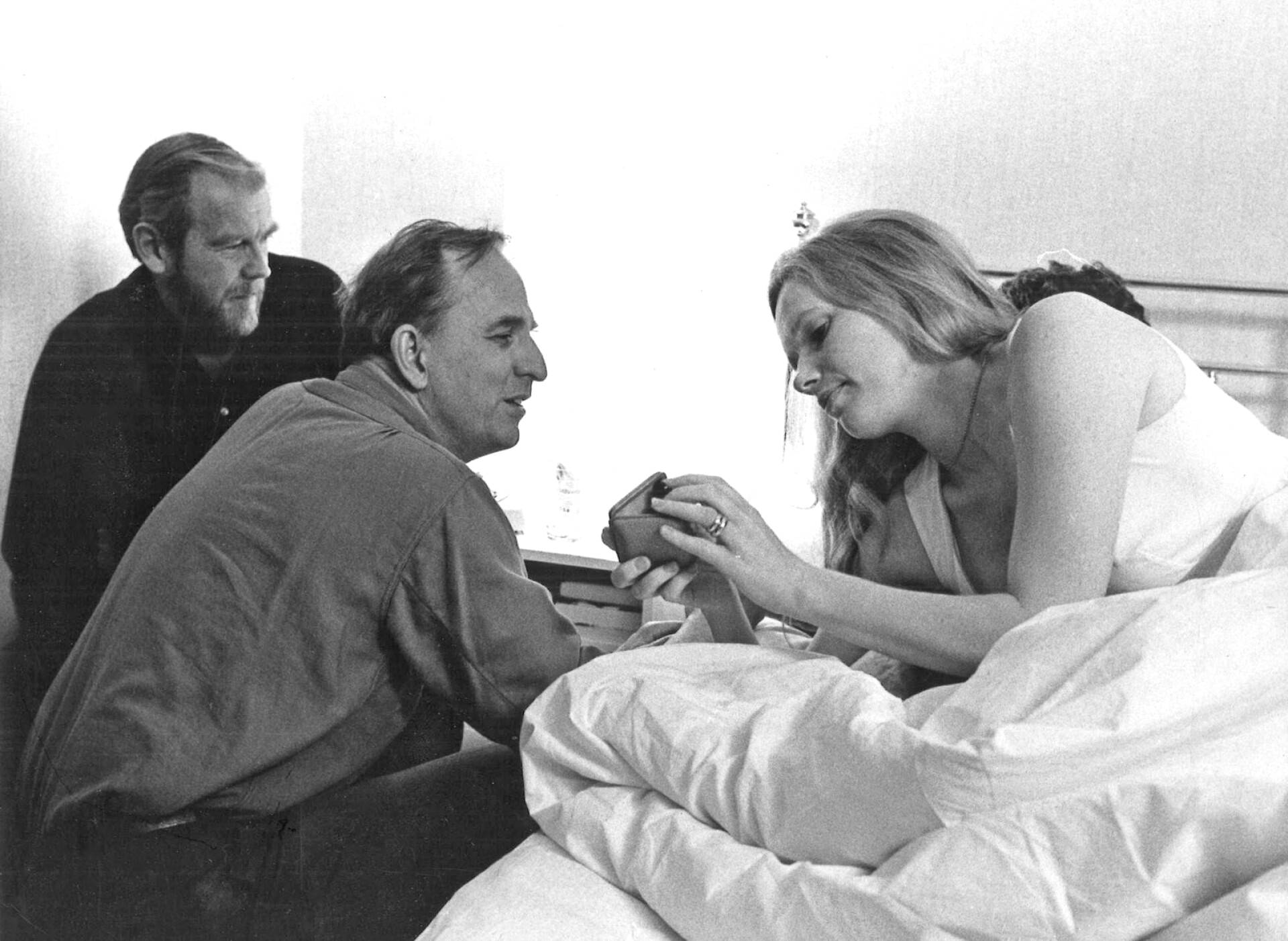
Sven Nykvist avec Bergman et Liv Ullmann lors du tournage de Scener ur ett äktenskap en 1972.

### Comme directeur photo

#### Sur des films d'Ingmar Bergman
- 1953 : La Nuit des forains
- 1960 : La Source
- 1961 : À travers le miroir
- 1963 : Le Silence
- 1966 : Persona
- 1968 : L'Heure du loup
- 1968 : La Honte
- 1972 : Cris et Chuchotements
- 1973 : Scènes de la vie conjugale
- 1977 : L'Œuf du serpent
- 1978 : Sonate d'automne
- 1980 : De la vie des marionnettes
- 1982 : Fanny et Alexandre
- 1984 : Après la répétition

#### Sur des films d'autres réalisateurs
- 1960 : Le Juge d'Alf Sjöberg
- 1964 : Aimer (Att älska) de Jörn Donner
- 1969 : An-Magritt d'Arne Skouen
- 1970 : One Day in the Life of Ivan Denisovich de Casper Wrede
- 1971 : Les Complices de la dernière chance de Richard Fleischer
- 1974 : The Dove de Charles Jarrott
- 1975 : Black Moon de Louis Malle
- 1976 : Le Locataire de Roman Polanski
- 1978 : Un et un d'Erland Josephson, Sven Nykvist et Ingrid Thulin
- 1978 : La Petite de Louis Malle
- 1978 : Le Roi des gitans (King of the Gypsies) de Frank Pierson
- 1980 : Fais donc l'amour, on n'en meurt pas ! (Marmeladupproret) d'Erland Josephson
- 1981 : Le facteur sonne toujours deux fois de Bob Rafelson
- 1983 : Un amour de Swann de Volker Schlöndorff
- 1985 : Agnès de Dieu de Norman Jewison
- 1986 : Le Sacrifice d'Andreï Tarkovski
- 1988 : L'Insoutenable Légèreté de l'être de Philip Kaufman
- 1988 : Une autre femme de Woody Allen
- 1989 : Crimes et Délits de Woody Allen
- 1992 : Chaplin de Richard Attenborough
- 1993 : Gilbert Grape de Lasse Hallström
- 1993 : Nuits blanches à Seattle de Nora Ephron
- 1998 : Celebrity de Woody Allen

### Comme réalisateur
- 1978 : En och en
- 1991 : Oxen

### Lui-même
- 1988 : Regi Andrej Tarkovskij de Michal Leszczylowski

## Récompenses
- Oscars 1974 : Oscar de la meilleure photographie Cris et chuchotements d'Ingmar Bergman
- Césars 1976 : César de la meilleure photographie pour Black Moon de Louis Malle
- Oscars 1984 : Oscar de la meilleure photographie pour Fanny et Alexandre d'Ingmar Bergman

## Sur son travail
- « La lumière du Nord : entretien avec Sven Nykvist » de Christine Delorme Cahiers du Cinéma, N°63, Paris, juin 1986, pp.111-112.